# 마르크 마르케스

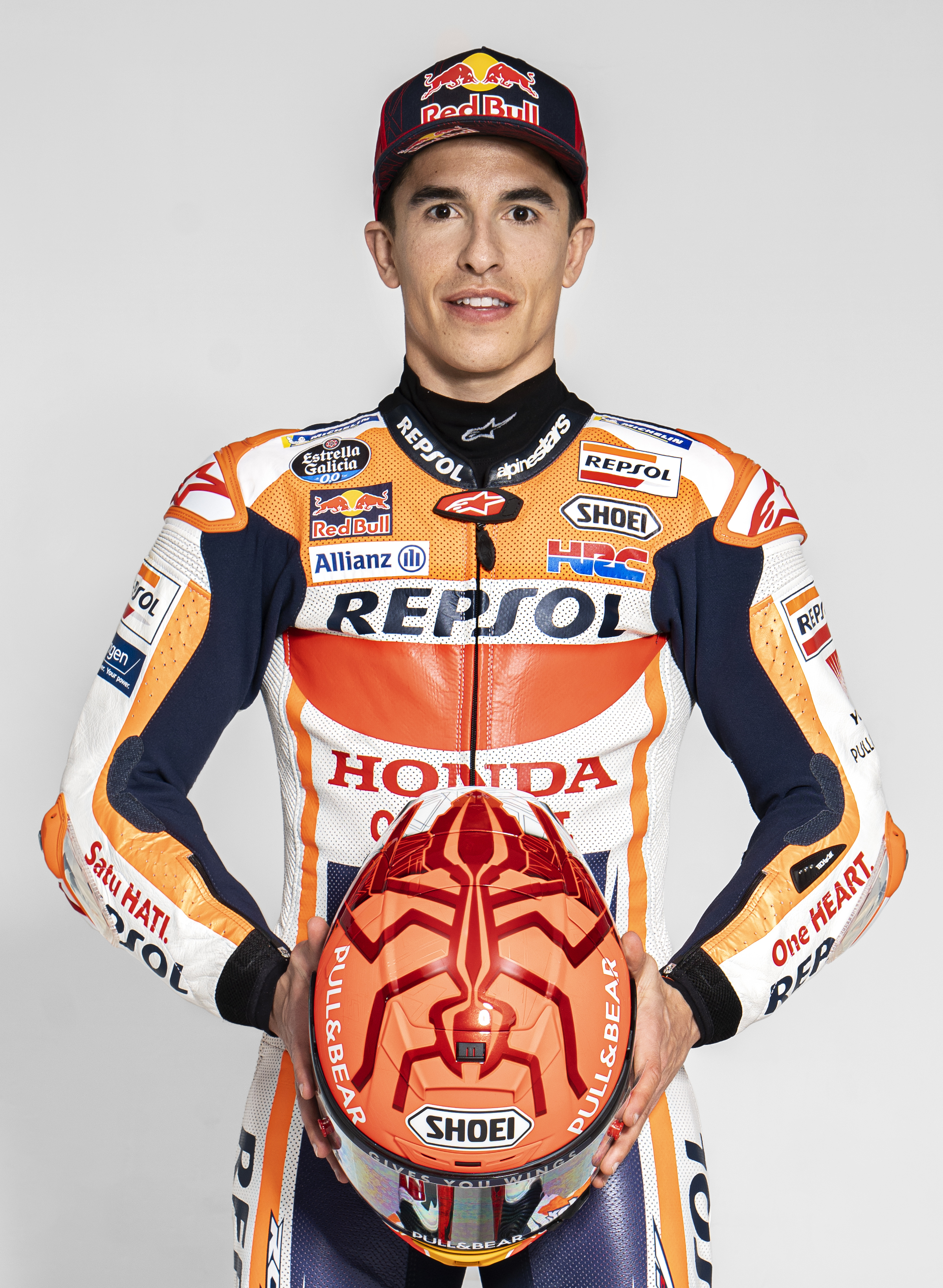
마르크 마르케스

마르크 마르케스(Marc Márquez, 1993년 2월 17일 ~ )는 스페인의 모터사이클 선수이다.

## 성적
발렌티노 로시는 모토GP에서 7회 우승해서, 현역 선수로는 가장 많이 우승했다. 마르크 마르케스가 6회 우승으로 뒤쫓고 있다. 2021년 기준으로 모토GP에서는 로시와 마르케스의 대결이 주요 관심사다.